# Leodegar
Leodegar – imię męskie pochodzące od św. Leodegara (ok. 616-680), biskupa Autun.
Leodegar imieniny obchodzi 2 października.
Zobacz też:
- Mont-Saint-Léger
- Saint-Léger-des-Aubées
- Saint-Léger-du-Ventoux
- Saint-Léger-Vauban
- Sankt Leodegar